# حرام بن ملحان
حرام بن ملحان (المتوفي سنة 4 هـ) صحابي من بني عدي بن النجار من الخزرج. شهد غزوتي بدر وأحد، وقُتل يوم بئر معونة، وكان أول من قُتل يومها.

## إستشهاده في يومبئر معونة
شهد بدراً وأحداً وبئر معونة وقتل يومئذ شهيداً في صفر على رأس ستة وثلاثين شهراً من الهجرة، وليس له عقب.
عن أنس بن مالك قال: جاء ناس إلى النبي، فقالوا: أن ابعث معنا رجالاً يعلمونا القرآن والسنة، فبعث إليهم سبعين رجلاً من الأنصار، يقال لهم: القرّاء، فيهم خالي حرام، يقرؤون القرآن، ويتدارسون بالليل يتعلّمون، وكانوا بالنهار يجيئون بالماء فيضعونه في المسجد، ويحتطبون فيبيعونه، ويشترون به الطعام لأهل الصفة وللفقراء، فبعثهم النبي إليهم، فعرضوا لهم، فقتلوهم قبل أن يبلغوا المكان، فقالوا: اللهم، بلِّغ عنا نبينا أنا قد لقيناك فرضِينا عنك، ورضيتَ عنّا، قال: وأتى رجل حَرَاما، خال أنس من خلفه، فطعنه برمح حتى أنفذه، فقال حرام: فزت ورب الكعبة، فقال رسول الله لأصحابه: «إن إخوانكم قد قتلوا، وإنهم قالوا: اللهم بلِّغ عنا نبينا أنا قد لقيناك فرضينا عنك، ورضيت عنا».

## زيارة النبي لأخته
أم سليم وأم حرام أختان لحرام بن ملحان، وكان النبي يزور أم سليم في بيتها إكراماً لها ومواساة لها لمقتل حرام بن ملحان.فعن أنس بن مالك «أن النبى، لم يكن يدخل بيتاً بالمدينة، غير بيت أم سليم، إلا على أزواجه، فقيل له، فقال: إنى أرحمها؛ قتل أخوها معى» يعنى حرام بن ملحان، وكان قد قتل يوم بئر معونة.

## من أعماله
كان من القراء الذين كانوا يقرؤون القرآن ويتدارسون بالليل ويتعلمون، وكانوا بالنهار يجيئون بالماء فيضعونه بالمسجد ويحتطبون فيبيعونه ويشترون به الطعام لأهل الصفة والفقراء.